# Intaglio vegetale
L'intaglio vegetale è una forma di arte che permette di ricavare da frutta e verdura figure come fiori, uccelli ed altro ancora.

## Le origini
Le origini della scultura vegetale sono discusse: si pensa che questa forma d'arte abbia avuto inizio a Sukothai in Thailandia circa 700 anni fa oppure che le radici di questa forma artistica risalgano alle dinastie cinesi Tang (618-906 d.C.) e Sung (960-1279 d.C.).
Anche il Giappone ha diversi legami con questo tipo di scultura, tanto che l'arte dell'intaglio di frutta e verdura viene chiamato Mukimono in giapponese. Secondo il libro "Contorni giapponesi, l'antica arte del Mukimono", di Yukiko e Bob Haydok, cominciò nei tempi antichi quando il cibo veniva servito su ceramica o terracotta non smaltata. Questi piatti grezzi erano coperti da foglie e i cuochi si resero conto che il taglio o la piegatura delle foglie potevano essere fatte in modi diversi tanto da creare una presentazione più attraente. Il Mukimono non divenne popolare fino al XVI secolo, il periodo Edo, quando ottenne un riconoscimento ufficiale. Da quel momento l'arte si è sviluppata tanto da diventare una parte importante nella formazione di ogni chef giapponese.
L'intaglio è conosciuto e praticato in tutto il mondo.